# Surinam na Letních olympijských hrách 1972
Surinam se účastnil Letní olympiády 1972 v německém Mnichově. Zastupovali ho 2 muži ve 2 sportech.

## Seznam všech zúčastněných sportovců
| Číslo | Jméno         | Pohlaví | Věk | Sport    |
| ----- | ------------- | ------- | --- | -------- |
| 1     | Sammy Monsels | Muž     | 19  | Atletika |
| 2     | Iwan Blijd    | Muž     | 19  | Judo     |